# 湘南之戰
湘南之戰（日語：ショウナンカンプ），是日本純種競賽馬匹。生涯活躍於短途賽事，曾勝出2002年之高松宮紀念。

## 出賽前
1998年3月7日出生於北海道浦河町大柳牧場，被馬主國本哲秀購入。
其後交由美浦訓練中心練馬師大久保洋吉訓練。

## 競賽生涯

### 3歲
2001年1月7日，出戰中山競馬場的3歲新馬戰，由吉田豐策騎，然而表現未於理想，僅獲第十一。
其後再次出戰一場3歲新馬戰及一場3歲未勝利戰，均未能獲勝。其後於7月1日的3歲未勝利戰終於取得首勝。
成功獲得首勝後，陣營決定繼續專注於泥地戰線，並安排其出出戰7月22日的3歲以上500萬獎金以下條件戰，但再次未能勝出。其後於同一級別的條件戰更以第十大敗。
8月18日調整姿態過後，再次出戰同一級別的條件戰並以優秀末腳速度取勝。其後出戰條件戰初霜錦標再次以相似姿態獲勝。

### 4歲
進入2002年，其年初表現並不理想，先於三級賽石榴石錦標以第十一大敗，其後於橿原錦標因直路上被對手追上而只獲得第三。
有見其於泥地賽事的不穩定表現，陣營決定安排其轉戰草地賽事，希望有所突破。
2月17日出戰條件戰山城錦標。比賽開始後，其率先搶佔位置領放，並於最後直路成功跑出全場最佳末腳一放到底，再次奪得冠軍。
其後出戰公開賽海洋錦標，再次以領放的戰術一放到底獲得冠軍。
憑藉此勢頭，其出戰3月24日的春季短途王者決定戰高松宮紀念。比賽開始後，其依然處於第一的位置領放，並以穩定的節奏進入最後直路。進入最後直路後，其和處於第二的喜高善率先衝出，兩駒隨即展開決鬥爭奪領先。此時，比賽初段一直處於最後方的痛快駒於此時突然加速衝刺，並成功爬升至到先頭位置。但由於湘南之戰一早處於有利的位置加上其成功保持速度，其以3 1/2馬位的優勢拋離喜高善及痛快駒率先衝線，奪得首個分級賽兼一級賽冠軍。
高松宮紀念過後其進入放草，以備戰秋季的賽事。
9月29日出戰秋季首戰函館短途錦標。比賽開始後，其依然選擇領放，但是比賽並未如過往三場一般順利。直路上，其未能保持優勢，被處於後方不斷加速的陽光谷、大樹寶藏及Dantsu Cast超越，僅獲第四。
其後出戰9月29日的短途馬錦標，再次施展領放戰術下於直路未能保持優勢被信念及喜高善超越，獲得季軍。
10月26日出戰天鵝錦標，再次施展領放戰術。是次比賽，除了湘南之戰外，處於先頭部隊的馬匹紛紛失速沉底，因而後上馬匹開始加速衝刺。但由於湘南之戰一早已經進入直路並處於前方，任憑後方賽駒加速，仍然改變不了賽事局面，最終其成功以3馬位大勝。
由於於天鵝錦標表現良好，陣營決定安排其遠征香港，出戰12月15日的香港短途錦標，但其於直路上失速，最終落得第十大敗的結果。

### 5歲
進入2003年，其以連霸高松宮紀念爲目標，於3月2日出戰前哨戰阪急盃，並再次一放到底取得勝利。
但其於高松宮紀念上，其因初段的快速領放導致體力不支，最終失速僅獲第四。
賽後，其被診斷出右前腳患有輕微肌腱炎，陣營考慮到其身體狀況，決定安排其退役。

### 詳細賽績
| 日期       | 舉辦國家/地區 | 馬場 | 距離   | 級別 | 賽事名稱             | 負重 | 騎師     | 馬號 | 出馬 | 名次 | 時間   | 頭馬（二馬）       |
| ---------- | ------------- | ---- | ------ | ---- | -------------------- | ---- | -------- | ---- | ---- | ---- | ------ | ------------------ |
| 7/1/2001   | 日本          | 中山 | 泥1800 |      | 3歳新馬              | 55   | 吉田豐   | 12   | 12   | 11   | 2:00.1 | Keiai Sound        |
| 21/1/2001  | 日本          | 中山 | 泥1200 |      | 3歳新馬              | 52   | 高橋智大 | 16   | 16   | 3    | 1:12.6 | T.H.Commando       |
| 3/6/2001   | 日本          | 東京 | 泥1600 |      | 3歲未勝利            | 55   | 吉田豐   | 16   | 16   | 6    | 1:40.1 | Real Blue Bird     |
| 1/7/2001   | 日本          | 福島 | 泥1000 |      | 3歲未勝利            | 55   | 吉田豐   | 12   | 12   | 1    | 0:59.4 | （Sunrise Myakka） |
| 22/7/2001  | 日本          | 函館 | 泥1000 |      | 3歲以上500萬獎金以下 | 55   | 吉田豐   | 12   | 12   | 2    | 0:59.3 | Cat's Pride        |
| 4/8/2001   | 日本          | 札幌 | 泥1000 |      | 3歲以上500萬獎金以下 | 55   | 中館英二 | 12   | 12   | 10   | 1:00.9 | Taiki Ruby         |
| 18/8/2001  | 日本          | 札幌 | 泥1000 |      | 3歲以上500萬獎金以下 | 55   | 中館英二 | 11   | 11   | 1    | 0:59.1 | （Oto Bakushin O） |
| 8/12/2001  | 日本          | 中山 | 泥1200 |      | 初霜特別             | 55   | 吉田豐   | 13   | 13   | 1    | 1:09.9 | Maltese Hawk       |
| 6/1/2002   | 日本          | 東京 | 泥1200 | GIII | 石榴石錦標           | 55   | 吉田豐   | 16   | 16   | 11   | 1:11.9 | 廣受歡迎           |
| 3/2/2002   | 日本          | 京都 | 泥1200 |      | 橿原錦標             | 55   | 河內洋   | 15   | 15   | 3    | 1:11.8 | Divine Silver      |
| 17/2/2002  | 日本          | 京都 | 草1200 |      | 山城錦標             | 55   | 藤田伸二 | 10   | 10   | 1    | 1:07.8 | （信念）           |
| 2/3/2002   | 日本          | 京都 | 草1200 | OP   | 海洋錦標             | 56   | 吉田豐   | 14   | 14   | 1    | 1:07.3 | （Namura Maika）   |
| 24/3/2002  | 日本          | 中京 | 草1200 | GI   | 高松宮紀念           | 57   | 藤田伸二 | 18   | 18   | 1    | 1.08.4 | （喜高善）         |
| 30/6/2002  | 日本          | 函館 | 草1200 | GIII | 函館短途錦標         | 56   | 藤田伸二 | 8    | 12   | 4    | 1:10.8 | 陽光谷             |
| 29/9/2002  | 日本          | 新潟 | 草1200 | GI   | 短途馬錦標           | 57   | 藤田伸二 | 11   | 11   | 3    | 1:07.9 | 信念               |
| 26/10/2002 | 日本          | 京都 | 草1200 | GII  | 天鵝錦標             | 59   | 藤田伸二 | 18   | 18   | 1    | 1.19.8 | （Rikiai Taikan）  |
| 15/12/2003 | 香港          | 沙田 | 草1000 | GI   | 香港短途錦標         | 57   | 藤田伸二 | 14   | 14   | 10   | 0:57.4 | 更歡笑             |
| 2/3/2003   | 日本          | 阪神 | 草1200 | GII  | 阪急杯               | 59   | 藤田伸二 | 15   | 15   | 1    | 1:08.5 | （陽光谷）         |
| 30/3/2003  | 日本          | 中京 | 草1200 | GI   | 高松宮紀念           | 57   | 藤田伸二 | 18   | 18   | 7    | 1:08.6 | 信念               |

## 退役後
退役後，湘南之戰成爲了配種馬，於北海道靜內町（今新日高町）Lex Stud休養，在2004年開始配種。首批子嗣於2005年出生。首批子嗣可於2007年出賽，6月16日已經有中央的賽駒於新馬戰出得勝利。2014年3月22日，湘南佳績在新西蘭盃中取勝，成爲成為首匹在分級賽取勝的子嗣。
其後被轉移至宮崎縣綾町吉野牧場進行養老生活。
2020年3月12日，放草時候出現意外身亡，享年22歲。

### 主要子嗣

#### 分級賽優勝子嗣
2011年生
- 湘南佳績（新西蘭盃）

2015年生
- 愛情之戰（CBC賞）

## 血統簡介
父系櫻花進王爲日本賽駒，生涯稱霸短途賽事，於1993及1994年連霸短途馬錦標。祖父Sakura Yutaka O亦爲日本賽駒，生涯戰績優秀，曾於1986年勝出秋季天皇賞。
母系Shonan Grace爲日本賽駒，生涯戰績不佳，未曾突破條件戰級別。外祖父Lucky Sovereign爲美國生產的英國賽駒，生涯戰績不俗，曾勝出二級賽。

### 血統表
| 父線：Tesco Boy系（Princely Gift系）                        |                                |                |                |
| 種馬 櫻花進王 1989年（棗色）                                | Sakura Yutaka O 1982年（栗色） | Tesco Boy      | Princely Gift  |
| 種馬 櫻花進王 1989年（棗色）                                | Sakura Yutaka O 1982年（栗色） | Tesco Boy      | Suncourt       |
| 種馬 櫻花進王 1989年（棗色）                                | Sakura Yutaka O 1982年（栗色） | Angelica       | Never Beat     |
| 種馬 櫻花進王 1989年（棗色）                                | Sakura Yutaka O 1982年（栗色） | Angelica       | Star Highness  |
| 種馬 櫻花進王 1989年（棗色）                                | Sakura Hogaromo 1984年（棗色） | 北方風味       | 北地舞人       |
| 種馬 櫻花進王 1989年（棗色）                                | Sakura Hogaromo 1984年（棗色） | 北方風味       | Lady Victoria  |
| 種馬 櫻花進王 1989年（棗色）                                | Sakura Hogaromo 1984年（棗色） | Clear Amber    | Ambiopoise     |
| 種馬 櫻花進王 1989年（棗色）                                | Sakura Hogaromo 1984年（棗色） | Clear Amber    | One Clear Call |
| 繁殖雌馬 Shonan Grace 1989年（棗色）                        | Lucky Soverign 1974年（棗色）  | 尼真斯基       | 北地舞人       |
| 繁殖雌馬 Shonan Grace 1989年（棗色）                        | Lucky Soverign 1974年（棗色）  | 尼真斯基       | Flaming Page   |
| 繁殖雌馬 Shonan Grace 1989年（棗色）                        | Lucky Soverign 1974年（棗色）  | Sovereign      | Pardao         |
| 繁殖雌馬 Shonan Grace 1989年（棗色）                        | Lucky Soverign 1974年（棗色）  | Sovereign      | Urshalim       |
| 繁殖雌馬 Shonan Grace 1989年（棗色）                        | Yasei Koso 1977年（棗色）      | Takeshiba O    | China Rock     |
| 繁殖雌馬 Shonan Grace 1989年（棗色）                        | Yasei Koso 1977年（棗色）      | Takeshiba O    | Takatsunami    |
| 繁殖雌馬 Shonan Grace 1989年（棗色）                        | Yasei Koso 1977年（棗色）      | Mejiro Chidori | Ben Marshall   |
| 繁殖雌馬 Shonan Grace 1989年（棗色）                        | Yasei Koso 1977年（棗色）      | Mejiro Chidori | Mejiro Harima  |
| 雌系：號族：7-c                                             |                                |                |                |
| 五代內近親交配：北地舞人 4×4、Never Beat 4×5、Nasrullah 5×5 |                                |                |                |

## 命名由來
名字中Shonan（ショウナン）是馬主國本哲秀冠名，來自其所居住的神奈川縣湘南地域。Kampf（カンプ）則是德語，帶有戰爭的意思。

## 資料來源
1. ↑  . JBISサーチ. 公益社団法人日本軽種馬協会.   [2023-04-20]. （原始内容存档于2023-04-20） （日语）.

## 外部連結
- 湘南之戰 netkeiba.com （页面存档备份，存于）
- 血統表 （页面存档备份，存于）